# UEFA Futsal Champions League
UEFA Futsal Champions League er UEFAs Europa Cup turnering i futsal. UEFA Futsal Cup blev for første gang spillet i sæsonen 2001/02.
UEFA Futsal Champions League afløste i 2001 Futsal European Clubs Championship, som siden 1984 havde fungeret som det årlige mesterskab for klubhold i Europa. 
Vinderen af DM i futsal, kvalificere sig til UEFA Futsal Champions League.